# Böttental
Das Böttental ist ein Naturschutzgebiet auf dem Gebiet der baden-württembergischen Gemeinde Mehrstetten im Landkreis Reutlingen.

## Kenndaten
Das Gebiet wurde mit Verordnung des Regierungspräsidiums Tübingen vom 4. Februar 1998 als Naturschutzgebiet ausgewiesen und hat eine Größe von 44,8 Hektar. Es wird unter der Schutzgebietsnummer 4.283 geführt. Der CDDA-Code für das Naturschutzgebiet lautet 318223 und entspricht der WDPA-ID. 

## Lage
Das Naturschutzgebiet ist ein Trockental und liegt rund 1.200 Meter nördlich des Ortes Mehrstetten. Es grenzt im Südosten an das 16 Hektar große Landschaftsschutzgebiet Nr. 4.15.100 Sommerschafweide in dem Oberen und Unteren Böttental und Vorderen Berg, gleichzeitig ist es Teil des 3.304 Hektar großen FFH-Gebiets Nr. 7623-341 Tiefental und Schmiechtal. Das NSG Böttental liegt im Naturraum 095-Mittlere Flächenalb innerhalb der  naturräumlichen Haupteinheit 09-Schwäbische Alb.

## Schutzzweck
Die Schutzgebietsverordnung beschreibt den Schutzzweck wie folgt: 
- die Erhaltung, Pflege und Verbesserung eines für die Mittlere Flächenalb charakteristischen Trockentales mit seiner südexponierten Wacholderheide, den Wiesenflächen im Talgrund und am Nordhang einschließlich der Hecken, Gebüsche, Einzelbäume, Baumgruppen und den direkt angrenzenden Waldflächen;
- die Erhaltung, Pflege und Verbesserung dieses Biotopmosaiks und insbesondere der Halbtrockenrasen als Lebensraum zahlreicher gefährdeter Pflanzen‑ und Tierarten;
- die Erhaltung und Verbesserung eines Biotopverbundes der im Gebiet einzeln liegenden Halbtrockenrasen;
- die Erhaltung der auf Grund des reichstrukturierten Biotopmosaiks vorhandenen landschaftsprägenden Schönheit und Eigenart des Gebietes, insbesondere die Offenhaltung der noch vorhandenen Freiflächen;
- die Sicherung und Verbesserung eines großräumigen Biotopverbundes von Wacholderheiden.